# Давидсон да Лус Перейра
Давидсон да Лус Перейра (порт.-браз. Davidson da Luz Pereira; родился 5 марта 1991, Дуки-ди-Кашиас) — бразильский футболист, вингер турецкого клуба «Истанбул Башакшехир».

## Карьера
Игровую карьеру Давидсон начал на родине, где два года выступал за второстепенные клубы. В 2014 отыграл четыре матча за «Форталезу». Впоследствии два года отыграл за малоизвестные команды «Жакобина» и «Санта-Рита».
Летом 2015 года перебрался в Португалию, где заключил соглашение с клубом «Спортинг» из Ковильяна. 12 сентября 2015 года дебютировал за клуб в матче против «Фаренсе». После полутора сезона, проведённого в команде, Давидсон перешёл в другой португальский клуб «Шавеш». 8 января 2017 года дебютировал в основном составе «Шавеша», выйдя на замену в матче высшего дивизиона португальского чемпионата против «Риу Аве».
В 2018 году Давидсон подписал контракт с «Виторией Гимарайнш». 6 августа 2018 года дебютировал за «Виторию» в матче кубка португальской лиги против «Тонделы». В августе 2019 года забил гол в ворота «Боавишты», ставший голом месяца португальской Примейры.
В 2020 года Давидсон перешёл в турецкий «Аланьяспор». 12 сентября 2020 года дебютировал за клуб в матче против «Сивасспора», отметившись своим первым голом за новую команду. 4 октября 2020 года отличился первым в своей карьере хет-триком в матче против «Хатайспора».
7 февраля 2024 года Давидсон вернулся в Турцию, подписав контракт с стамбульским клубом «Истанбул Башакшехир».

## Достижения
«Ухань Фри Таунс»
- Чемпион Китая: 2022
- Обладатель Суперкубка Китая: 2023